# R-Point
R-Point (알 포인트) es una película de terror coreano de 2004 escrita y dirigida por Su-Chang Kong y protagonizada por Gam Wu-seong y Son Byung-ho. Está ambientada en 1972 en Vietnam, durante la guerra de Vietnam. La mayor parte de la película fue rodada en Camboya. Bokor Hill Station juega una parte importante de la película como una plantación francesa colonial.

## Trama
La película está ambientada en 1972 durante la guerra de Vietnam. El 7 de enero de 1972, la base surcoreana en Nha-Trang, Vietnam, recibe una transmisión de radio del Batallón 53, un pelotón desaparecido durante seis meses a los que presumían muertos. El mensaje que reciben - "Donkey 30, Mariposa, me copian? Donkey 30, mariposa, ¿me copian? Nos estamos muriendo ..."  lleva a los altos mandos a asignar al veterano y condecorado Teniente Choi Tae-in a liderar un escuadrón de ocho soldados para extraer a los soldados desaparecidos del Punto Romeo o Punto-R. Cuando llegan a la ubicación, se enfrentan y derrotan a mujeres vietnamitas con ametralladoras. Luego encuentran lápidas en las cuales dice "Hace cientos de años los chinos mataron a los vietnamitas y arrojaron sus cuerpos en el lago, desde entonces ha sido completado un templo erigido en memoria de los vietnamitas ", mientras en la segunda piedra se lee:" Vayan donde vayan, estaré allí. Todos los que tienen sangre en sus manos no serán ...". La última parte no es legible, ya que ha sido afectado por el tiempo. Al ser soldados, no le dan mayor atención y deciden no pensar más en ello. Se encuentran con una inmensa, pero vacía mansión, donde establecen su base. Tienen una semana para encontrar a los soldados desaparecidos, pero el tiempo pasa lentamente cuando uno de ellos muere de una manera horrorosa, y en lugar de encontrar respuestas, se encuentran con más misterios.

## Marketing
Antes de que la película fuese estrenada, los cineastas realizaron marketing viral para promocionar la película. El sitio web oficial, www.rpoint.com, con varios artículos de ficción tales como un diario escrito por un corresponsal de guerra estadounidense, las declaraciones hechas por varios soldados que fueron testigos de los eventos retratados en la película, las transmisiones de radio supuestamente recibidas por los soldados de Corea, noticias de Internet de enlaces sobre la desaparición de soldados surcoreanos en Vietnam, y la ficción de la línea de tiempo del Punto-R de la siguiente manera;
- 111 a. C. a 939 d. C. - Soldados chinos asesinan a muchos aldeanos vietnamitas y los arrojan en un lago cubierto por un templo erigido en honor de los vietnamitas muertos.

- 1952 - Los soldados franceses Jacques y Paul junto con otros colonos se establecen en una plantación de la isla, en algún momento durante la primera guerra de Indochina, fueron asesinados.

- 1970 - Un helicóptero estadounidense es derribado sobre la isla y los norteamericanos mueren.

- 1972 - Batallón 53 se pierde en algún lugar de la isla.

## Reparto
- Kam Woo-sung como Teniente Choi Tae-in.
- Son Byong-ho como Sargento Jin Chang-rok.
- Park Sang-won como Sargento Cook.
- Lee Sun-kyun como Sargento Park.
- Oh Tae-kyung como Sargento Jang Young-soo.
- Son Jin-ho como Sargento Oh.
- Mun Yeong-dong como Byun Moon-sub.
- Jeong Kyeong-ho como Lee Jae-pil.
- Kim Byung-chul como el cabo Joh Byung-hoon.
- Gi Ju-bong como Capitán Park.
- Ahn Nae-sang como Capitán Kang.
- Park Won-sang como Sargento Ma Won-kyun.

## Premios
2004 Blue Dragon Film Awards
- Nominación - Mejor Actor de reparto- Son Byong-ho

- Nominación - Mejor Director nuevo - Kong Su-chang

2004 Korean Film Awards
- Nominación - Mejor Actor de reparto - Son Byong-ho

- Nominación - Mejor Director nuevo - Kong Su-chang

2005 Grand Bell Awards
- Ganó el Premio a la Mejor Película con Efectos de Sonido - Kang Joo-seok

- Nominación - Mejor Director nuevo - Kong Su-chang